# Torneo Federal B
El Torneo Federal B fue un campeonato de fútbol profesional de cuarta división de Argentina organizado por el Consejo Federal de Fútbol, un órgano interno de la AFA que agrupa a los clubes indirectamente afiliados a ella y que provienen de las ligas regionales. El certamen reemplazaba al Torneo Argentino B. 
Inicialmente, se jugaba durante el primer semestre de cada año, compartiendo calendario con el Torneo Federal C, sin embargo y tras la disputa del Torneo Complementario de 2016, el Federal C pasó a jugarse en el primer semestre, mientras que el Federal B comenzó a hacerlo en el segundo semestre. Finalmente, la edición 2017 fue el último campeonato que se disputó del Torneo Federal B, ya que el Consejo Federal resolvió a partir de 2019, unificar los federales B y C, dando origen al Torneo Regional Federal Amateur.

## Sistema de disputa

### Etapa clasificatoria

#### Primera fase
Se dividió a los 160 equipos participantes en ocho regiones determinadas geográficamente: región norte (para equipos de Jujuy, Salta y Tucumán), región litoral norte (Corrientes, Chaco, Misiones y Formosa), región litoral sur (Santa Fe y Entre Ríos), región centro (Catamarca, La Rioja, Santiago del Estero y Córdoba), región cuyo (San Juan, Mendoza y San Luis), región pampeana norte (norte del interior de la Provincia de Buenos Aires y norte de la Provincia de La Pampa), región pampeana sur (centro y sur de la Provincia de La Pampa, y el centro y el sur del interior de la Provincia de Buenos Aires) y región sur (Neuquén, Río Negro, Chubut, Santa Cruz y Tierra del Fuego). A su vez, cada región fue subdividida en dos o tres zonas con el mismo criterio, determinando así un total de 15 de 10 equipos y 2 de 5. Los integrantes de cada zona de 10 se enfrentaron entre sí a dos rondas por el sistema de todos contra todos, mientras que los de las zonas de 5 lo hicieron a tres rondas. Los dos primeros de las zonas A y B de la región patagónica clasificaron a la Segunda fase, determinando 4 clasificados. Los dos primeros de la zona C de la región patagónica y ambas zonas de las regiones restantes clasificaron a la Etapa final, determinando 30 clasificados.

#### Segunda fase
Estuvo integrada por los cuatro (4) clubes clasificados de la Primera Fase de las zonas A y B de la Región Patagónica. Se disputó por eliminación directa a doble partido, uno en cada sede.
Los enfrentamientos fueron de la siguiente manera: 1° de la Zona A vs. 2° de la Zona B y 1° de la Zona B vs 2° de la Zona A, actuando de local en el primer partido los clubes que se ubicaron en el segundo lugar. Los dos (2) clubes ganadores clasificaron a la Etapa Final.

### Etapa final
Los clasificados disputaron la Primera fase de la Etapa final a eliminación directa, a ida y vuelta, dentro de cada región, de la siguiente manera: 1.º Zona A vs. 2.º Zona B y 2.º Zona A vs. 1.º Zona B, definiendo ambos punteros como locales. En el caso de la Región patagónica, fue 1.º Zona C vs. peor clasificado Segunda fase y 2.º Zona C vs. mejor clasificado Segunda fase. Los dos ganadores de cada cruce se enfrentaron entre sí en la Segunda fase, definiendo de local quieinales interregionales, con los cruces organizados geográficamente y con el mismo formato. Los cuatro vencedores obtuvieron el ascenso al Torneo Federal A 2018-19.

### Régimen de descenso
El equipo peor colocado en cada zona de 10 y el peor colista de las zonas de 5 descendieron al Torneo Federal C 2018, lo que determinò dieciséis descensos.

## Equipos participantes
En el Torneo Federal B 2017 participaron los siguientes equipos:
| Patagónica |                               |                                                       |                                                         |               |                                       |
| Sur |                               |                                                       |                                                         |               |                                       |
| Asociación Atlético Boxing Club                                                                                                  | Río Gallegos                  | Santa Cruz                                            | Ciudad del Centenario                                   | 1500          | Liga Sur de Santa Cruz                |
| Asoc. Civil, Cultural y Dep. Los Cuervos del Fin del Mundo                                                                       | Ushuaia                       | Tierra del Fuego, Antártida e Islas del Atlántico Sur | Municipal Hugo Lumbreras                                | 2000          | Liga Ushuaiense                       |
| Asociación Club Independiente | Puerto San Julián             | Santa Cruz                                            | Juan Panópulos                                          | 600           | Liga Centro de Santa Cruz             |
| Club Social y Deportivo Camioneros                                                                                               | Río Grande                    | Tierra del Fuego, Antártida e Islas del Atlántico Sur | Municipal de Río Grande                                 | 1600          | Liga Oficial de Río Grande            |
| Club Social y Deportivo Victoria                                                                                                 | Río Grande                    | Tierra del Fuego, Antártida e Islas del Atlántico Sur | Municipal de Río Grande                                 | 1600          | Liga Oficial de Río Grande            |
| Centro |                               |                                                       |                                                         |               |                                       |
| Asociación Deportiva Social y Cultural Olimpia Juniors                                                                           | Caleta Olivia                 | Santa Cruz                                            | Juan Domingo Perón                                      | 5000          | Liga Norte de Santa Cruz              |
| Club Atlético Huracán | Comodoro Rivadavia            | Chubut                                                | César Muñoz                                             | 4500          | Liga de Comodoro Rivadavia            |
| Club Atlético Jorge Newbery | Comodoro Rivadavia            | Chubut                                                | Estadio La Madriguera                                   | 4000          | Liga de Comodoro Rivadavia            |
| Club Atlético Social y Deportivo Estrella Norte                                                                                  | Caleta Olivia                 | Santa Cruz                                            | El Templo del Barrio Miramar Municipal de Caleta Olivia | 1500 5000     | Liga Norte de Santa Cruz              |
| Comisión de Actividades Infantiles                                                                                               | Comodoro Rivadavia            | Chubut                                                | Municipal de Comodoro Rivadavia                         | 8300          | Liga de Comodoro Rivadavia            |
| Norte |                               |                                                       |                                                         |               |                                       |
| Asociación Deportiva La Amistad                                                                                                  | Cipolletti                    | Río Negro                                             | Estadio sin nombre                                      | 1300          | Liga Deportiva Confluencia            |
| Club Atlético Germinal | Rawson                        | Chubut                                                | El Fortín                                               | 8000          | Liga Valle del Chubut                 |
| Club Atlético Pacífico | Neuquén                       | Neuquén                                               | Estadio sin nombre                                      | 1000          | Liga del Neuquén                      |
| Club Deportivo Cruz del Sur | Bariloche                     | Río Negro                                             | Municipal de Bariloche                                  | 3000          | Liga de Bariloche                     |
| Club Deportivo Independiente | Río Colorado                  | Río Negro                                             | Antonio López Belzagui                                  | 6500          | Liga de Río Colorado                  |
| Club Deportivo Rincón | Rincón de los Sauces          | Neuquén                                               | Camping de los Petroleros                               | 400           | Liga del Neuquén                      |
| Club Social y Deportivo 25 de Mayo                                                                                               | 25 de Mayo                    | La Pampa                                              | Municipal de 25 de Mayo                                 | 3000          | Liga Deportiva Confluencia            |
| Club Social y Deportivo Juan José Moreno                                                                                         | Puerto Madryn                 | Chubut                                                | Luis Murua                                              | 2000          | Liga Valle del Chubut                 |
| Club Sol de Mayo | Viedma                        | Río Negro                                             | Estadio sin nombre                                      | 5000          | Liga Rionegrina                       |
| Racing Club | Trelew                        | Chubut                                                | Cayetano Castro                                         | 5000          | Liga Valle del Chubut                 |
| Pampeana Sur |                               |                                                       |                                                         |               |                                       |
| A |                               |                                                       |                                                         |               |                                       |
| Club Atlético All Boys | Santa Rosa                    | La Pampa                                              | Ramón Turnes                                            | 4500          | Liga Cultural                         |
| Club Atlético Liniers | Bahía Blanca                  | Buenos Aires                                          | Alejandro Pérez                                         | 12 000        | Liga del Sur                          |
| Club Bella Vista | Bahía Blanca                  | Buenos Aires                                          | Ignacio Nicolás                                         | 4000          | Liga del Sur                          |
| Club General Belgrano | Santa Rosa                    | La Pampa                                              | Nuevo Rancho Grande                                     | 12 000        | Liga Cultural                         |
| Club Atlético Huracán | Ingeniero White               | Buenos Aires                                          | Bruno Lentini                                           | 2500          | Liga del Sur                          |
| Club Embajadores de Olavarría | Olavarría                     | Buenos Aires                                          | Clemente Tete Di Carlo                                  | 1500          | Liga de Olavarría                     |
| Club Social y Deportivo Villalonga                                                                                               | Villalonga                    | Buenos Aires                                          | Miguel Ángel Recondo                                    | -             | Liga Rionegrina                       |
| Club Tiro Federal | Bahía Blanca                  | Buenos Aires                                          | Onofre Pirrone                                          | 3500          | Liga del Sur                          |
| Fútbol Club Ferro Carril Sud | Olavarría                     | Buenos Aires                                          | Domingo Colasurdo                                       | 2000          | Liga de Olavarría                     |
| Racing Athletic Club | Olavarría                     | Buenos Aires                                          | José Domingo Buglione Martinese                         | 6000          | Liga de Olavarría                     |
| B |                               | Buenos Aires                                          |                                                         |               |                                       |
| Círculo Deportivo de Cte. N. Otamendi                                                                                            | Comandante Nicanor Otamendi   | Buenos Aires                                          | Guillermo Trama                                         | 300           | Liga Marplatense                      |
| Club Atlético Argentinos | Veinticinco de Mayo           | Buenos Aires                                          | Estadio sin nombre                                      | 3000          | Liga Veinticinqueña                   |
| Club Atlético Independiente San Cayetano                                                                                         | San Cayetano                  | Buenos Aires                                          | Juan Bautista Marlats                                   | 2500          | Liga Necochea                         |
| Club Atlético Kimberley | Mar del Plata                 | Buenos Aires                                          | José Antonio Valle José María Minella                   | 4000 35 354   | Liga Marplatense                      |
| Club Atlético Norberto de la Riestra                                                                                             | Norberto de la Riestra        | Buenos Aires                                          | Juan Carlos Quino López                                 | 400           | Liga Veinticinqueña                   |
| Club Deportivo El León | General Madariaga             | Buenos Aires                                          | Municipal Francisco Alcuaz                              | 4500          | Liga Madariaguense                    |
| Club Atlético Ferro Carril Roca                                                                                                  | Las Flores                    | Buenos Aires                                          | Estadio sin nombre                                      | 1500          | Liga de Las Flores                    |
| Club Independiente | Tandil                        | Buenos Aires                                          | Agustín F. Berroeta                                     | 1000          | Liga Tandilense                       |
| Club Social Deportivo y Cultural El Porvenir                                                                                     | San Clemente del Tuyú         | Buenos Aires                                          | 15 de diciembre                                         | -             | Liga del Partido de la Costa          |
| Racing Fútbol Club | Balcarce                      | Buenos Aires                                          | Municipal General Balcarce                              | 3500          | Liga Balcarceña                       |
| Pampeana Norte |                               | Buenos Aires                                          |                                                         |               |                                       |
| A |                               | Buenos Aires                                          |                                                         |               |                                       |
| Bragado Club y Biblioteca Pública                                                                                                | Bragado                       | Buenos Aires                                          | Municipal de Bragado                                    | 1000          | Liga Bragadense                       |
| Agrupación Deportiva Infantil Platense                                                                                           | La Plata                      | Buenos Aires                                          | Olímpico de Villa Castells                              | 200           | Liga Amateur Platense                 |
| Centro Recreativo Infantil Barrio Aeropuerto                                                                                     | La Plata                      | Buenos Aires                                          | Estadio sin nombre                                      | -             | Liga Amateur Platense                 |
| Club Atlético El Linqueño | Lincoln                       | Buenos Aires                                          | Leonardo Costa                                          | 6000          | Liga Amateur de Deportes              |
| Club Atlético Independiente | Chivilcoy                     | Buenos Aires                                          | Raúl Orlando Lungarzo                                   | 2500          | Liga Chivilcoyana                     |
| Club Atlético Social y Deportivo Camioneros                                                                                      | General Rodríguez             | Buenos Aires                                          | Hugo Moyano                                             | 2000          | Liga Lujanense                        |
| Club Everton | La Plata                      | Buenos Aires                                          | Predio de 7 y 629                                       | 2500          | Liga Amateur Platense                 |
| Club Football Jorge Newbery | Junín                         | Buenos Aires                                          | Parque General San Martín                               | 6000          | Liga Deportiva del Oeste              |
| Club Mercedes | Mercedes                      | Buenos Aires                                          | Liga Mercedina                                          | 5000          | Liga Mercedina                        |
| Viamonte Fútbol Club | Los Toldos                    | Buenos Aires                                          | José "Pepe" Taverna                                     | -             | Liga Toldense de Fútbol               |
| B |                               | Buenos Aires                                          |                                                         |               |                                       |
| Club Atlético Baradero | Baradero                      | Buenos Aires                                          | -                                                       | -             | Liga de Baradero                      |
| Club Atlético Juventud | Pergamino                     | Buenos Aires                                          | Carlos Raúl Grondona                                    | 7000          | Liga de Pergamino                     |
| Club Atlético Sportsman | Carmen de Areco               | Buenos Aires                                          | Municipal de Carmen de Areco                            | 1000          | Liga de Arrecifes                     |
| Club Belgrano | San Nicolás                   | Buenos Aires                                          | Fortunato Bonelli                                       | 3500          | Liga Nicoleña                         |
| Club Colonial Ferré | Ferré                         | Buenos Aires                                          | -                                                       | -             | Liga de General Arenales              |
| Club Defensores de Salto | Salto                         | Buenos Aires                                          | Carlos Testa                                            | 7500          | Liga de Salto                         |
| Club Sportivo Baradero | Baradero                      | Buenos Aires                                          | Polideportivo de ruta 41                                | 1500          | Liga de Baradero                      |
| Club Sportivo Barracas | Colón                         | Buenos Aires                                          | Roberto Tito Pérez                                      | 2000          | Liga de Colón                         |
| Club Sports Salto | Salto                         | Buenos Aires                                          | Esteban Chiari                                          | 6500          | Liga de Salto                         |
| General Rojo Unión Deportiva | General Rojo                  | Buenos Aires                                          | José Natta                                              | 2000          | Liga Nicoleña                         |
| Centro |                               |                                                       |                                                         |               |                                       |
| A |                               |                                                       |                                                         |               |                                       |
| Andino Sport Club | La Rioja                      | La Rioja                                              | Polideportivo 20 de agosto                              | 5000          | Liga Riojana                          |
| Club Atlético Güemes | Santiago del Estero           | Santiago del Estero                                   | Arturo Miranda                                          | 2000          | Liga Santiagueña                      |
| Club Atlético Policial | Catamarca                     | Catamarca                                             | Malvinas Argentinas                                     | 12 000        | Liga Catamarqueña                     |
| Club Atlético Sarmiento | La Banda                      | Santiago del Estero                                   | Ciudad de La Banda                                      | 8000          | Liga Santiagueña                      |
| Club Atlético Unión Santiago | Santiago del Estero           | Santiago del Estero                                   | Estadio sin nombre                                      | 5000          | Liga Santiagueña                      |
| Club Atlético Vélez Sarsfield | San Ramón                     | Santiago del Estero                                   | Coliseo de los Sueños                                   | 2500          | Liga Santiagueña                      |
| Club Central Argentino | La Banda                      | Santiago del Estero                                   | Dr. Osvaldo Suárez                                      | 4000          | Liga Santiagueña                      |
| Club Comercio Central Unidos | Santiago del Estero           | Santiago del Estero                                   | Raúl Adolfo Seijas                                      | 1000          | Liga Santiagueña                      |
| Club Defensores de Esquiú | San José                      | Catamarca                                             | Primo Antonio Prevedello                                | 10 000        | Liga Chacarera                        |
| Instituto Deportivo Santiago | Santiago del Estero           | Santiago del Estero                                   | Raúl Adolfo Seijas                                      | 1000          | Liga Santiagueña                      |
| B |                               |                                                       |                                                         |               |                                       |
| Asociación Atlética Banda Norte                                                                                                  | Río Cuarto                    | Córdoba                                               | Estadio sin nombre                                      | 1160          | Liga Regional de Río Cuarto           |
| Asoc. Mutual del Club Tiro Federal y Dep. Morteros                                                                               | Morteros                      | Córdoba                                               | Bautista Monetti                                        | 5500          | Liga Reg. de San Francisco            |
| Club Atlético Aeronáutico Biblioteca y Mutual Sarmiento                                                                          | Leones                        | Córdoba                                               | La Calderita                                            | 3200          | Liga Bellvillense                     |
| Club Atlético Almirante Brown | Malagueño                     | Córdoba                                               | Eulogio Reyna                                           | 2500          | Liga Cordobesa                        |
| Club Atlético Alumni | Villa María                   | Córdoba                                               | Plaza Ocampo                                            | 7000          | Liga Villamariense                    |
| Club Atlético Argentino Peñarol                                                                                                  | Córdoba                       | Córdoba                                               | El Trampero                                             | 4000          | Liga Cordobesa                        |
| Club Atlético Las Palmas | Córdoba                       | Córdoba                                               | Avenida Ramón García Martínez                           | 5000          | Liga Cordobesa                        |
| Club Atlético Racing | Córdoba                       | Córdoba                                               | Miguel Sancho                                           | 18 000        | Liga Cordobesa                        |
| Club Juventud Unida Río Cuarto (enlace roto disponible en Internet Archive; véase el historial, la primera versión y la última). | Río Cuarto                    | Córdoba                                               | Los Teros                                               | 1500          | Liga Regional de Río Cuarto           |
| Club Sportivo y Biblioteca Atenas                                                                                                | Río Cuarto                    | Córdoba                                               | 9 de julio                                              | 6000          | Liga Regional de Río Cuarto           |
| Cuyo |                               |                                                       |                                                         |               |                                       |
| A |                               |                                                       |                                                         |               |                                       |
| Club Atlético Colón Juniors | San Juan                      | San Juan                                              | Dr. Jorge R. Barassi                                    | 4000          | Liga Sanjuanina                       |
| Club Atlético de la Juventud Alianza                                                                                             | Santa Lucía                   | San Juan                                              | Centenario                                              | 15 000        | Liga Sanjuanina                       |
| Club Atlético Independiente de Villa Obrera                                                                                      | Villa Obrera                  | San Juan                                              | La Boutique                                             | 7000          | Liga Sanjuanina                       |
| Club Atlético Peñaflor | San Martín                    | San Juan                                              | Augusto Pulenta                                         | 4000          | Liga Caucetera                        |
| Club Atlético Trinidad | San Juan                      | San Juan                                              | El Templo                                               | 15 000        | Liga Sanjuanina                       |
| Club Defensores de Boca | Media Agua                    | San Juan                                              | Estadio sin nombre                                      | 100           | Liga Sarmientina                      |
| Club Sportivo Juan Bautista Del Bono                                                                                             | Rivadavia                     | San Juan                                              | Juan Bautista del Bono                                  | 3000          | Liga Sanjuanina                       |
| Club Sportivo Peñarol | Chimbas                       | San Juan                                              | Ramón Pablo Rojas                                       | 4000          | Liga Sanjuanina                       |
| Club Sportivo San Lorenzo de Rodeo                                                                                               | Rodeo                         | San Juan                                              | Estadio sin nombre                                      | 1600          | Liga Iglesiana                        |
| Club Sportivo San Martín Iglesia                                                                                                 | Rodeo                         | San Juan                                              | Ingelmo Nicolás Blázquez                                | 10 000        | Liga Iglesiana                        |
| B |                               |                                                       |                                                         |               |                                       |
| Andes Foot-Ball Club | General Alvear                | Mendoza                                               | Estadio Alfredo Laiseca García                          | 9800          | Liga Alvearense                       |
| Atlético Club San Martín | San Martín                    | Mendoza                                               | Libertador General San Martín                           | 8782          | Liga Mendocina                        |
| Club Atlético Palmira | Palmira                       | Mendoza                                               | José Castro                                             | 5000          | Liga Mendocina                        |
| Club Deportivo Rodeo del Medio                                                                                                   | Rodeo del Medio               | Mendoza                                               | Manuel Gil                                              | 700           | Liga Mendocina                        |
| Club Huracán | San Rafael                    | Mendoza                                               | Pretel Hermanos                                         | 10 000        | Liga Sanrafaelina                     |
| Club Jorge Newbery | Villa Mercedes                | San Luis                                              | Osvaldo Centioni                                        | 7500          | Liga de Villa Mercedes                |
| Club Social y Deportivo La Libertad                                                                                              | Rivadavia                     | Mendoza                                               | Estadio sin nombre                                      | 700           | Liga Rivadaviense                     |
| Club Social y Deportivo Montecaseros                                                                                             | San Martín                    | Mendoza                                               | Estadio sin nombre                                      | 3000          | Liga Rivadaviense                     |
| Luján Sport Club | Luján de Cuyo                 | Mendoza                                               | Jardín del Bajo                                         | 8000          | Liga Mendocina                        |
| Sport Club Pacífico | General Alvear                | Mendoza                                               | El Gigante de Cemento                                   | 7000          | Liga Alvearense                       |
| Norte |                               |                                                       |                                                         |               |                                       |
| A |                               |                                                       |                                                         |               |                                       |
| Club Atlético Independiente | Hipólito Yrigoyen             | Salta                                                 | Julio Verna Orquera                                     | 4500          | Liga Regional de Bermejo              |
| Club Atlético Mitre | Salta                         | Salta                                                 | Miguel Pascual Soler                                    | 4000          | Liga Salteña                          |
| Club Atlético Pellegrini | Salta                         | Salta                                                 | Municipal de Salta                                      | 350           | Liga Salteña                          |
| Club Atlético Talleres | Perico                        | Jujuy                                                 | Doctor Plinio Zabala                                    | 5000          | Liga Jujeña                           |
| Club Camioneros Argentinos del Norte                                                                                             | Salta                         | Salta                                                 | Fray Honorato Pistoia                                   | 8000          | Liga Salteña                          |
| Club Defensores de Fraile Pintado                                                                                                | Fraile Pintado                | Jujuy                                                 | Estadio sin nombre                                      | 2000          | Liga Jujeña                           |
| Club Deportivo Tabacal | El Tabacal                    | Salta                                                 | Estadio sin nombre                                      | 6000          | Liga Regional de Bermejo              |
| Club Los Cachorros | Salta                         | Salta                                                 | Municipal de Salta                                      | 300           | Liga Salteña                          |
| Club Social y Deportivo San Francisco Bancario                                                                                   | Libertador General San Martín | Jujuy                                                 | Ernesto "Chino" Escalante                               | 5000          | Liga Regional Jujeña                  |
| Club Sociedad de Tiro y Gimnasia                                                                                                 | San Pedro                     | Jujuy                                                 | Estadio sin nombre                                      | 5000          | Liga Regional Jujeña                  |
| B |                               |                                                       |                                                         |               |                                       |
| Club Atlético Almirante Brown | Lules                         | Tucumán                                               | Estadio sin nombre                                      | 9000          | Liga Tucumana                         |
| Club Atlético Amalia | Villa Amalia                  | Tucumán                                               | Independencia de Tucumán                                | 3000          | Liga Tucumana                         |
| Club Atlético Central Norte | Salta                         | Salta                                                 | Dr. Luis Güemes Padre Ernesto Martearena                | 4000 20 408   | Liga Salteña                          |
| Club Atlético Progreso | Rosario de la Frontera        | Salta                                                 | Municipal Rosario de la Frontera                        | 2500          | Liga de Rosario de la Frontera        |
| Club Atlético San Antonio | Ranchillos                    | Tucumán                                               | Doctor Antonio Moreno                                   | 8000          | Liga Tucumana                         |
| Club Deportivo Aguilares | Aguilares                     | Tucumán                                               | Don Agustín Fernández                                   | 13 000        | Liga Tucumana                         |
| Club Social y Deportivo Lastenia                                                                                                 | Lastenia                      | Tucumán                                               | Segundo 'Saitilla' Reynoso                              | 1500          | Liga Tucumana                         |
| Club Sportivo Bella Vista | Bella Vista                   | Tucumán                                               | De Las Palmeras                                         | 10 000        | Liga Tucumana                         |
| Club Sportivo Guzmán | Tucumán                       | Tucumán                                               | Estadio sin nombre                                      | 7155          | Liga Tucumana                         |
| Concepción Fútbol Club | Concepción                    | Tucumán                                               | Stewart Shipton                                         | 12 250        | Liga Tucumana                         |
| Litoral Norte |                               |                                                       |                                                         |               |                                       |
| A |                               |                                                       |                                                         |               |                                       |
| Club Atlético 1º de Mayo | Formosa                       | Formosa                                               | Antonio Romero                                          | 15 000        | Liga Formoseña                        |
| Club Atlético Huracán | Las Breñas                    | Chaco                                                 | Estadio sin nombre                                      | 1000          | Liga del Noroeste Chaqueño            |
| Club Atlético Laguna Blanca | Laguna Blanca                 | Formosa                                               | Estadio sin nombre                                      | 2000          | Liga de Laguna Blanca                 |
| Club Atlético Libertad | Formosa                       | Formosa                                               | Antonio Romero                                          | 15 000        | Liga Formoseña                        |
| Club Atlético y Deportivo Argentinos del Norte                                                                                   | Clorinda                      | Formosa                                               | Carmelo Santiago Celauro                                | 2500          | Liga Clorindense                      |
| Club Deportivo Comercio | Santa Sylvina                 | Chaco                                                 | Estadio sin nombre                                      | 5000          | Asoc. del Oeste Chaqueño              |
| Club Social y Deportivo Alianza                                                                                                  | Campo Largo                   | Chaco                                                 | Del Barrio Las Flores                                   | 1000          | Liga Saenzpeñense                     |
| Club Sol de América | Formosa                       | Formosa                                               | Estadio sin nombre                                      | 5000          | Liga Formoseña                        |
| Club Sportivo General San Martín                                                                                                 | Formosa                       | Formosa                                               | 17 de octubre                                           | 2000          | Liga Formoseña                        |
| Club Sportivo Juventud Unida | Charata                       | Chaco                                                 | Coliseo Rojo                                            | 2000          | Liga del Noroeste Chaqueño            |
| B |                               |                                                       |                                                         |               |                                       |
| Club Atlético Central Goya | Goya                          | Corrientes                                            | Pedro Celestino López                                   | 3000          | Liga Goyana                           |
| Club Atlético Defensores de Vilelas                                                                                              | Puerto Vilelas                | Chaco                                                 | Estadio sin nombre                                      | 1300          | Liga Chaqueña                         |
| Club Atlético Huracán | Montecarlo                    | Misiones                                              | Del Barrio Los Laureles                                 | 1600          | Liga de Eldorado                      |
| Club Atlético Resistencia Central                                                                                                | Resistencia                   | Chaco                                                 | Estadio sin nombre                                      | 1500          | Liga Chaqueña                         |
| Club Atlético Villa Alvear | Resistencia                   | Chaco                                                 | Eleuterio "Coco" Lucas                                  | 2000          | Liga Chaqueña                         |
| Club Social y Deportivo Comunicaciones                                                                                           | Mercedes                      | Corrientes                                            | Lorenzo Colombi                                         | 6000          | Liga Mercedina                        |
| Club Social y Deportivo Fontana                                                                                                  | Fontana                       | Chaco                                                 | Juan Alberto García Centenario                          | 20 000 25 000 | Liga Chaqueña                         |
| Club Social y Deportivo Madariaga                                                                                                | Paso de los Libres            | Corrientes                                            | Estadio Agustín Faraldo                                 | 4500          | Liga Libreña                          |
| Club Sportivo Ferroviario | Corrientes                    | Corrientes                                            | Juan Carlos Vallejos                                    | 5000          | Liga Correntina                       |
| Huracán Football Club | Goya                          | Corrientes                                            | Ramón Cacique Oviedo                                    | 6000          | Liga Goyana                           |
| Litoral Sur |                               |                                                       |                                                         |               |                                       |
| A |                               |                                                       |                                                         |               |                                       |
| Club Atlético Arsenal | Viale                         | Entre Ríos                                            | 5 de octubre                                            | 2000          | Liga de Paraná Campaña                |
| Club Atlético Belgrano | Paraná                        | Entre Ríos                                            | Nuevo Mondonguero                                       | 3000          | Liga Paranaense                       |
| Club Atlético Colegiales | Concordia                     | Entre Ríos                                            | Parque Mitre                                            | 6500          | Liga Concordiense                     |
| Club Atlético Libertad | Concordia                     | Entre Ríos                                            | Parque Mitre                                            | 6500          | Liga Concordiense                     |
| Club Atlético Uruguay | Concepción del Uruguay        | Entre Ríos                                            | Simón Luciano Plazaola                                  | 12 000        | Liga de Conc. del Uruguay             |
| Club Atlético Villa Elisa | Villa Elisa                   | Entre Ríos                                            | 2 de Junio                                              | -             | Liga Departamental de Fútbol de Colón |
| Club Social y Deportivo Achirense                                                                                                | Colonia Las Achiras           | Entre Ríos                                            | Guillermo Bonnín                                        | 1000          | Liga Departamental de Fútbol de Colón |
| Cosmos Fútbol Club | Santa Fe                      | Santa Fe                                              | -                                                       | -             | Liga Santafesina                      |
| Santa María de Oro Fútbol Club                                                                                                   | Concordia                     | Entre Ríos                                            | Profesor Mariano Amable                                 | 1300          | Liga Concordiense                     |
| Viale Foot-Ball Club | Viale                         | Entre Ríos                                            | Estadio sin nombre                                      | 1000          | Liga de Paraná Campaña                |
| B |                               |                                                       |                                                         |               |                                       |
| Agrupación Deportiva Infantil Unión Rosario                                                                                      | Rosario                       | Santa Fe                                              | Viaducto de Avellaneda                                  | 300           | Liga Rosarina                         |
| Club Atlético 9 de julio | Rafaela                       | Santa Fe                                              | Germán Solterman                                        | 8000          | Liga Rafaelina                        |
| Club Atlético Coronel Aguirre | Villa Gobernador Gálvez       | Santa Fe                                              | Estadio sin nombre                                      | 12 000        | Liga Rosarina                         |
| Club Atlético San Jorge | San Jorge                     | Santa Fe                                              | Parque 23 de Junio                                      | 4000          | Liga Dep. San Martín                  |
| Club Atlético Tiro Federal Argentino                                                                                             | Rosario                       | Santa Fe                                              | Fortín de Ludueña                                       | 10 000        | Liga Rosarina                         |
| Club Sportivo Ben Hur | Rafaela                       | Santa Fe                                              | Parque                                                  | 13 000        | Liga Rafaelina                        |
| Club Sportivo Bernardino Rivadavia                                                                                               | Venado Tuerto                 | Santa Fe                                              | El Coloso de Calle Sarmiento                            | 6000          | Liga Venadense                        |
| Club Sportivo Juventud Pueyrredón                                                                                                | Venado Tuerto                 | Santa Fe                                              | Estadio sin nombre                                      | 200           | Liga Venadense                        |
| Polideportivo Puerto General San Martín                                                                                          | Puerto General San Martín     | Santa Fe                                              | Polideportivo Municipal                                 | 1000          | Liga Regional Sanlorencina            |
| Unión Football Club | Totoras                       | Santa Fe                                              | Estadio sin nombre                                      | 200           | Liga Regional Totorense               |

## Historial de campeones por año
| Temporada           | N.º de equipos | Campeón/es                                                                                                | Otros ascensos              |
| ------------------- | -------------- | --- | --------------------------- |
| Transición 2014     | 128            | Tiro Federal (BB) Unión (S) Sportivo Las Parejas Vélez Sarsfield (SR) Concepción 9 de Julio (M) Gutiérrez | No hubo                     |
| Federal B 2015      | 134            | Villa Mitre (BB) Defensores de Pronunciamiento Güemes (SdE)                                               | No hubo                     |
| Transición 2016     | 61             | Desamparados (SJ) Rivadavia (L)                                                                           | Agropecuario Argentino (CC) |
| Complementario 2016 | 129            | Sansinena (BB) Estudiantes (RC) Deportivo Mandiyú (C) Huracán Las Heras (M)                               | No hubo                     |
| Federal B 2017      | 160            | Camioneros (BA) Racing (C) Sol de Mayo (V) General San Martín (F)                                         | No hubo                     |

## Logros por equipo
| Equipo                        | Títulos | Años títulos | Otros ascensos |
| ----------------------------- | ------- | ------------ | -------------- |
| 9 de Julio (M)                | 1       | 2014         | 1              |
| Concepción FC                 | 1       | 2014         | 1              |
| Defensores de Pronunciamiento | 1       | 2015         | 1              |
| Desamparados                  | 1       | 2016         | 1              |
| Estudiantes (RC)              | 1       | 2016         | 1              |
| Güemes (SdE)                  | 1       | 2015         | 1              |
| Gutiérrez SC                  | 1       | 2015         | 1              |
| Huracán Las Heras             | 1       | 2016         | 1              |
| Rivadavia (L)                 | 1       | 2016         | 1              |
| Sansinena                     | 1       | 2016         | 1              |
| Sportivo Las Parejas          | 1       | 2014         | 1              |
| Deportivo Mandiyú             | 1       | 2016         | 1              |
| Tiro Federal (BB)             | 1       | 2014         | 1              |
| Unión (S)                     | 1       | 2014         | 1              |
| Vélez Sarsfield (SdE)         | 1       | 2014         | 1              |
| Villa Mitre                   | 1       | 2015         | 1              |
| Racing(C)                     | 1       | 2017         | 1              |
| Sol de Mayo (V)               | 1       | 2017         | 1              |
| Camioneros (BsAs)             | 1       | 2017         | 1              |
| San Martín (F)                | 1       | 2017         | 1              |
| Agropecuario Argentino        | 0       |              | 1              |

## Estadísticas generales

### Temporadas con plaza fija en el Federal B
| Equipos | Temporadas |
| --- | ---------- |
| Atlético Policial, Juventud Alianza | 14         |
| Atlético Trinidad | 13         |
| Bella Vista (BB), Concepción FC, Cruz del Sur, El Linqueño | 12         |
| Estudiantes (RC), La Emilia, San Martín (M) | 11         |
| 9 de Julio (M), Colegiales (C), Deportivo Roca, Deportivo Madryn, Huracán (CR), Liniers (BB), Sportivo Las Parejas, Textil Mandiyú, Tiro Federal (M) | 10         |
| Atenas (RC), Atlético San Jorge, Central Norte, Chaco For Ever, Defensores de Salto, General Paz Juniors, Grupo Universitario de Tandil, Deportivo Guaymallén, Juventud Unida (Gualeguaychú), Racing (T) | 9          |
| 9 de Julio (R), Ben Hur, Ferro (O), Independiente (N), Racing (O), Sarmiento (LB), Sportivo Del Bono, Talleres (P) | 8          |
| Alumni (VM), Alvarado, Atlético Concepción, Atlético Uruguay, Gimnasia (M), Independiente (RC), Sportivo Patria | 7          |
| Alianza (CC), Altos Hornos Zapla, Atlético Argentino (M), Deportivo Fontana, Ferroviario (C), Germinal, Gimnasia y Tiro, Huracán (G), Huracán San Rafael, Juventud (P), Mitre (Salta), San Martín (F), Sarmiento (L), Sarmiento (R), Sol de América, Sol de Mayo, Sportivo Rivadavia (VT), Villa Cubas | 6          |
| Achirense, Argentino (VdM), Argentino Peñarol, Amalia, Famaillá, Atlético Palmira, Atlético Paraná, Belgrano (P), Boca (RG), Camioneros (NdA), Camioneros Argentinos del Norte, Deportivo Tabacal, Huracán Las Heras, Independiente (Ch), Jorge Newbery (VM), Kimberley, Las Palmas, Lastenia, Mitre (SdE), Peñarol (SJ), Progreso, Racing (C), Resistencia Central, Pacífico (GA), Sporting (PA), Sportivo Belgrano, Tiro Federal (BB), Unión (VK), Unión Santiago, Viale FBC | 5          |

### Movilidad interdivisional con el Torneo Federal A
| Temporada | Descendidos del Torneo Federal A | Ascendidos del Torneo Federal B                                                                                  |
| --------- | --- | --- |
| 2014      | No hubo | 9 de Julio (M) Concepción FC Gutiérrez SC Sportivo Las Parejas Tiro Federal (BB) Unión (S) Vélez Sarsfield (SdE) |
| 2015      | Alianza de Cutral Có Américo Tesorieri (LR) Andino CAI Club Atlético Independiente (Chivilcoy) Textil Mandiyú Tiro Federal (R) Vélez Sarsfield (SR) | Defensores de Pronunciamiento Güemes (SdE) Villa Mitre                                                           |
| 2016      | Güemes (SdE) Tiro Federal (BB) | Desamparados Rivadavia (L) Agropecuario Argentino (CC)                                                           |
| C/2016    | General Belgrano (SR) Concepción FC Sol de América                                                                                                  | Sansinena Estudiantes (RC) Huracán Las Heras Textil Mandiyú                                                      |

### Movilidad interdivisional con el Torneo Federal C
| Temporada | Descendidos del Torneo Federal B | Ascendidos del Torneo Federal C                                                                      |
| --------- | --- | --- |
| 2014      | No hubo | No hubo                                                                                              |
| 2015      | Alianza Coronel Moldes Andes FBC (GA) Aprendices Casildenses Atenas (RC) Atenas de Pocito Atlético Chicoana Atlético Concepción Atlético Famaillá Atlético Pilar / Social Obrero Belgrano (E) Colegiales (C) Colón Juniors Defensores de Valeria del Mar Deportivo Aguilares Deportivo Guaymallén Deportivo Patagones FC Tres Algarrobos Ferro (LF) General Paz Juniors Herminio Arrieta Independiente Fontana Juventud Unida (C) La Salle Jobson Maronese Monterrico San Vicente Ocampo Fábrica Once Tigres Petrolero Argentino Racing (O) San Carlos (LE) Sanjustino Sportivo (PRSP) Sportivo Balloffet Sportivo Del Bono Sports Salto Sportsman Talleres (F) | Atlético Uruguay Belgrano (SN) San Martín (F) San Martín Iglesia Sansinena Sportivo Guzmán Sportsman |
| 2016      | No hubo | No hubo                                                                                              |
| C/2016    | Río Grande (LM) Atlético Chicoana San Carlos (LE) Bartolomé Mitre (P) Santa María de Oro Villa Cubas Atenas (RC) San Martín Iglesia Jorge Newbery (VM) Racing (Bav) Argentino (P) Sarmiento (CS) Estrella Norte Alianza (CCó) Sarmiento (A) Atlético Adelante | ADIUR Atenas (RC) Defensores de Esquiú Jorge Newbery (CR)                                            |

## Máximos goleadores

### Goleadores por torneo
| Temporada | Jugador                                           | Equipo                             | Goles |
| --------- | ------------------------------------------------- | ---------------------------------- | ----- |
| 2014      | Emanuel Barbosa                                   | Rivadavia (L)                      | 15    |
| 2015      | Emiliano Tabone Javier Villaseca                  | Rivadavia (L) San Martín (M)       | 19    |
| 2016      | Miguel Fernández Mariano McCoubrey Fabricio Reyes | Amalia Sansinena Central Norte (S) | 10    |
| C. 2016   | Fabricio Reyes                                    | Central Norte (S)                  | 18    |
| 2017      | Bruno Nasta                                       | Deportivo Achirense                | 18    |

### Goleadores por equipo
| Equipo                            | Goleadores |
| --------------------------------- | ---------- |
| Central Norte (S)                 | 2          |
| Rivadavia (L)                     | 2          |
| Amalia                            | 1          |
| San Martín (M)                    | 1          |
| Sansinena                         | 1          |
| Club Social y Deportivo Achirense | 1          |